# Peter Pippeling
Peter Pippeling (Engels: Peter Pettigrew) is een figuur uit de serie boeken rond Harry Potter van de Engelse schrijfster Joanne Rowling.
Pippeling is een dienaar van Heer Voldemort, hoewel hij dit puur en alleen is omdat hij zich altijd aangetrokken voelde tot mensen die iets voor hem konden betekenen. Pippeling is deels verantwoordelijk voor de herrijzenis van Voldemort en alle gevolgen van dien. Hij is een van de belangrijkste factoren geweest voor het beginnen van de Tweede Tovenaarsoorlog.

Hij is tevens de persoon die de verblijfplaats van de ouders van Harry Potter verraden heeft aan Voldemort. Na dit verraad ging Voldemort achter Harry's ouders aan, doodde hen, maar kon Harry Potter niet doden. De vloek weerkaatste op hemzelf en doodde hem bijna. Hierdoor kwam de Eerste Tovenaarsoorlog tot een eind.

## Pippelings jeugd
Toen Pippeling op Zweinsteins Hogeschool voor Hekserij en Hocus-Pocus zat, had hij daar drie vrienden: Sirius Zwarts, Remus Lupos en James Potter. Peter, Sirius en James kwamen er al snel achter dat Lupos elke keer wanneer het volle maan was afwezig was, en ontdekten zo de waarheid: Lupos was een weerwolf. Om het leven van hun vriend wat draaglijker te maken, probeerden Peter (rat), Sirius (hond) en James (hert) faunaat te worden om hem bij volle maan gezelschap te kunnen houden.
In hun vijfde jaar slaagden zij hier alle drie in. Met zijn vieren slopen ze altijd 's nachts rond het kasteel, wat leidde tot de creatie van de Sluipwegwijzer, die ze ondertekenden met hun bijnamen Maanling (Lupos), Sluipvoet (Sirius), Wormstaart (Peter) en Gaffel (James).

## DeEerste Tovenaarsoorlog
Toen Voldemort zijn opmars naar de macht begon, sloten alle vier de vrienden zich aan bij de Orde van de Feniks geleid door Perkamentus. Het is onduidelijk of Pippeling toen al voor Voldemort werkte of dat hij pas later van zijde gewisseld heeft. Wel weten we dat hij al maanden voor de val van Voldemort informatie doorgaf aan de Heer van het Duister.
Pippelings redenen voor zijn verraad zijn niet voor honderd procent bekend. Sirius zegt dat Pippeling altijd al graag omging met mensen die meer voor hem konden betekenen en Voldemort was een van die personen. Men kan hierbij aannemen dat Pippeling graag macht wilde hebben. Die leek in eerste instantie bij de kant van Perkamentus te liggen, later leek deze meer te verschuiven naar de kant van Voldemort. Daaruit kan men de wisseling van leider afleiden. Ook zal Pippeling genoten hebben van het idee dat hij zo'n aangezien belangrijke schakel vormde, en dat hij van wezenlijk belang was voor Voldemort. Ten derde kan men afleiden uit het karakter van Pippeling dat angst en lafheid een rol hebben gespeeld. Waarschijnlijk vreesde hij voor zijn leven als hij zich niet aansloot bij Voldemort.

## Pippelings verraad
Toen de Potters erachter kwamen dat Voldemort het op hen gemunt had, doken ze onder met de hulp van de Fideliusbezwering. Hiervoor werd er een zogenaamde Geheimhouder benoemd. Tenzij deze Geheimhouder je vertelde waar de schuilplaats van James, Lily en Harry was, kon je deze niet vinden. In eerste instantie werd Sirius Zwarts gekozen, maar deze wisselde op het laatste moment met Peter omdat hij dacht dat Voldemort dan achter hem aan zou komen en James en Lily veilig zouden zijn. Niemand zou vermoeden dat ze Pippeling zouden gebruiken, aangezien Pippeling gezien werd als een oen op het gebied van toveren.

Pippeling, inmiddels een spion voor Voldemort, greep zijn kans en werd zo de Geheimhouder. Zodra hij de kans kreeg verklapte hij de schuilplaats van de Potters aan zijn meester, waarop Voldemort Lily en James doodde, alleen om zelf van al zijn macht te worden beroofd door de één jaar oude Harry Potter.
Nu bevond Pippeling zich in een lastige situatie. Sirius Zwarts wist nu dat hij zich had aangesloten bij Voldemort en zou niet rusten voor hij dood was. Verder zouden de volgelingen van Voldemort het op hem gemunt hebben, aangezien ze hem verantwoordelijk hielden voor de dood van hun meester. Pippeling besloot te vluchten maar kwam niet ver.
In een Dreuzel-straat werd hij geconfronteerd met Sirius Zwarts. Doodsbang schreeuwde hij dat Zwarts Lily en James verraden had, zo luid dat veel omstanders het hoorden. Vervolgens sneed hij zijn eigen vinger af en blies de straat op, met zijn toverstok, die hij achter zijn rug hield. Voordat Zwarts kon reageren, veranderde Pippeling in een rat en vluchtte het riool in. Zwarts draaide op voor het verraad van de Potters en de moord op Peter Pippeling en moest daarom naar de tovenaarsgevangenis Azkaban, waar Zwarts jaren onterecht heeft gezeten.

## Zijn jaren als rat
Als rat liet Pippeling zich opnemen door een tovenaarsfamilie, de Wemels. Eerst diende hij als huisdier voor de ambitieuze Percy Wemel, maar toen deze een uil als huisdier kreeg, kwam Pippeling (als rat inmiddels omgedoopt tot Schurfie) onder de zorg van Ron Wemel. Wanneer Ron naar Zweinstein gaat, neemt hij Schurfie mee en Pippeling ziet dat Harry Potter, de zoon van zijn voormalige vriend, met hem bevriend raakt. Pippeling ziet dit als een gouden kans. Mocht de Heer van het Duister ooit herrijzen, dan zou hij hem Harry Potter kunnen geven en zou niemand kunnen beweren dat hij zijn meester verraden had. Dus wacht Pippeling twee jaar af...

## De Gevangene van Azkaban
Wanneer Pippeling samen met de familie Wemel terugkeert van een vakantie naar Egypte, om aan het derde jaar van Zweinstein te beginnen, blijkt dat zijn ergste nachtmerrie uitkomt. Sirius Zwarts is ontsnapt uit de gevangenis van Azkaban. Sirius ontsnapt uit de gevangenis nadat hij een foto heeft gezien van Pippeling. Hij ziet dit in de krant, aangezien de Wemels een geldprijs hadden gewonnen (hiermee financierden zij hun reis naar Egypte). Hoewel iedereen denkt dat hij het op Harry gemunt heeft, weet Pippeling beter. Sirius zit achter hém aan. Op Zweinstein wordt Pippeling/Schurfie vaak belaagd door Hermeliens kat Knikkebeen, maar Ron weet hem keer op keer te redden. Wanneer Sirius de Dikke Dame aanvalt, besluit Pippeling zijn eigen dood opnieuw in scène te zetten en te doen alsof Knikkebeen hem heeft opgegeten. Hij verbergt zich in het huisje van Hagrid totdat Hermelien hem daar aantreft en teruggeeft aan Ron. (In de film vindt Hagrid de rat terug.)
Remus Lupos is ondertussen leraar geworden op Zweinstein. Hij denkt, net als vrijwel iedereen, dat Sirius de ouders van Harry heeft verraden aan Voldemort. Daarom wil hij Harry beschermen tegen Sirius.
Op de terugweg naar het kasteel, valt Knikkebeen hem opnieuw aan, maar deze keer krijgt hij hulp van een zwarte hond, die eigenlijk Sirius in Faunaatvorm, is. Sirius sleept Ron en Pippeling mee, door de geheime gang onder de Beukwilg naar het Krijsende Krot. Daar krijgen ze snel gezelschap van Harry en Hermelien. Sirius doet een poging Pippeling te vermoorden, maar Harry, die denkt dat Sirius zijn ouders verraden heeft, valt Sirius aan. Dan komt Lupos binnen. Lupos had Pippeling op de Sluipwegwijzer gezien en besefte dat deze nog leefde. Sirius en Lupos vertellen Harry, Ron en Hermelien de waarheid over Pippelings verraad (Hoewel Lupos ook nog niet alles wist) en dwingen hem zijn menselijke vorm aan te nemen. Pippeling doet verwoede pogingen iedereen ervan te overtuigen dat Sirius de verrader is, maar niemand gelooft hem. Vervolgens begint hij om hulp te smeken, maar hij krijgt van niemand bijstand. Net als Sirius en Lupos hem willen vermoorden, houdt Harry hen tegen omdat hij niet wil dat zijn vaders beste vrienden moordenaars zouden worden en omdat hij zo wil aantonen dat Sirius onschuldig is. Wanneer Pippeling nog leeft zou dat zo blijken te zijn, wanneer Pippeling dood is niet. Dan zou Sirius' naam niet gezuiverd kunnen worden en zal hij ondergedoken moeten blijven. Wanneer ze Pippeling naar buiten brengen, blijkt het volle maan te zijn, en Lupos, die Pippeling in de gaten hield, verandert in een weerwolf. Pippeling maakt van de gelegenheid gebruik en verandert in een rat, om zo te ontsnappen. Sirius zet de achtervolging in maar wordt tegengehouden door de Dementors. Pippeling weet te ontkomen.

## Na zijn ontsnapping
Pippeling weet niet hoe snel hij zich weer bij Voldemort moet voegen. Met behulp van een oud stuk Zwarte Kunst hielp hij Voldemort aan een nieuw lichaam. Omdat hij daarvoor zijn eigen rechterhand moest opofferen, gaf Voldemort hem een nieuwe zilveren hand. Daarna werd hij door Voldemort als assistent bij Dooddoener Severus Sneep thuis gestald. Sneep heeft de leiding over Pippeling, omdat hij een trouwere en capabelere Dooddoener is dan Pippeling.
In het zevende boek is Pippeling overgeplaatst naar het landhuis van de familie Malfidus dat nu dienstdoet als hoofdkwartier voor Voldemorts Dooddoeners. Wanneer er een knal uit de kelder klinkt, waar diverse gevangenen waaronder Harry, Ron, Hermelien en Loena Leeflang opgesloten zijn, wordt Pippeling gestuurd om poolshoogte te nemen. De knal was veroorzaakt doordat Dobby de Huis-elf verdwijnselde. Zodra Pippeling binnenkomt vallen Ron en Harry hem aan en weten zijn toverstok uit zijn hand te slaan. Pippeling knijpt Harry's keel dicht met zijn magische hand maar Harry herinnert hem eraan dat Pippeling bij hem in het krijt staat (Harry heeft voorkómen dat Pippeling vermoord werd door Sirius en Lupos). Pippelings grip op Harry verzwakt. Echter de zilveren hand, die hij kreeg van Voldemort begint Pippeling zelf te wurgen, omdat hij Harry genade schonk. Harry en Rons pogingen om hem te redden zijn tevergeefs. Uiteindelijk wordt Pippeling dan ook door zijn eigen hand gewurgd.